# 엘모어 제임스
엘모어 제임스(Elmore James, 1918년 1월 27일 ~ 1963년 5월 24일)는 1950년대 일렉트릭 블루스의 발전과 대중화에 기여했고, ‘슬라이드 기타의 왕’으로도 불린다.
〈Dust My Broom〉(1952), 〈It Hurts Me Too〉(1957), 〈The Sky Is Crying〉(1960) 등이 대표곡으로 꼽힌다. 그리고 1980년 블루스 명예의 전당, 1992년 로큰롤 명예의 전당에 헌액되었다.

## 생애
엘모어 제임스는 1918년 1월 27일 미국 미시시피주 홈스 카운티에서 태어났다.
어린시절부터 기타를 치며 노래를 부르기 시작했다. 1930년대 처음으로 밴드를 결성해 남부 지역을 돌아다니며 공연을 펼쳤다.
1951년 미시시피주 잭슨에 기반을 둔 트럼펫 레코드에서 로버트 존슨의 1937년 곡 〈I Believe I'll Dust My Broom〉을 재해석한 데뷔 싱글 《Dust My Broom》을 발표했다.
이후 1960년대 초반까지 미티어, 플레어, 체커, 모던, 체스 등의 레이블에서 백밴드 브룸더스터스와 함께 녹음 작업을 했고, 탬파 레드의 곡을 리메이크한 〈It Hurts Me Too〉, 〈The Sky Is Crying〉(1960년 미국 빌보드 알앤비 싱글차트 15위), 제임스 ‘빌 스트리트’ 클라크의 곡을 리메이크한 〈Look On Yonder Wall〉(1961) 등의 대표곡을 남겼다.
그러나 1963년 5월 24일 시카고에서 심장마비로 사망했다.